# Гуанента
Гуане́нта (з мови чибча — поля народу гуане) — держава цивілізації чибча-муїсків в північній частині плато Боготи на території сучасної Колумбії. Існувала до іспанського завоювання Латинської Америки на початку XVI ст.
Держава включала в себе 12 союзних та підкорених племен:
- їамата,
- санкотео,
- караото,
- котіско,
- сіскота,
- хуагета,
- бокоре,
- буртарегуа,
- макарегуа,
- чалале,
- пойма,
- поасаке.

Господарство Гуанента характеризувалось розвиненим поливним землеробством з використанням відвідних каналів, штучних водойм, терас на гірських схилах.